# Оригма
Оригма (Origma solitaria) — вид горобцеподібних птахів родини шиподзьобових (Acanthizidae). Ендемік Австралії.

## Опис

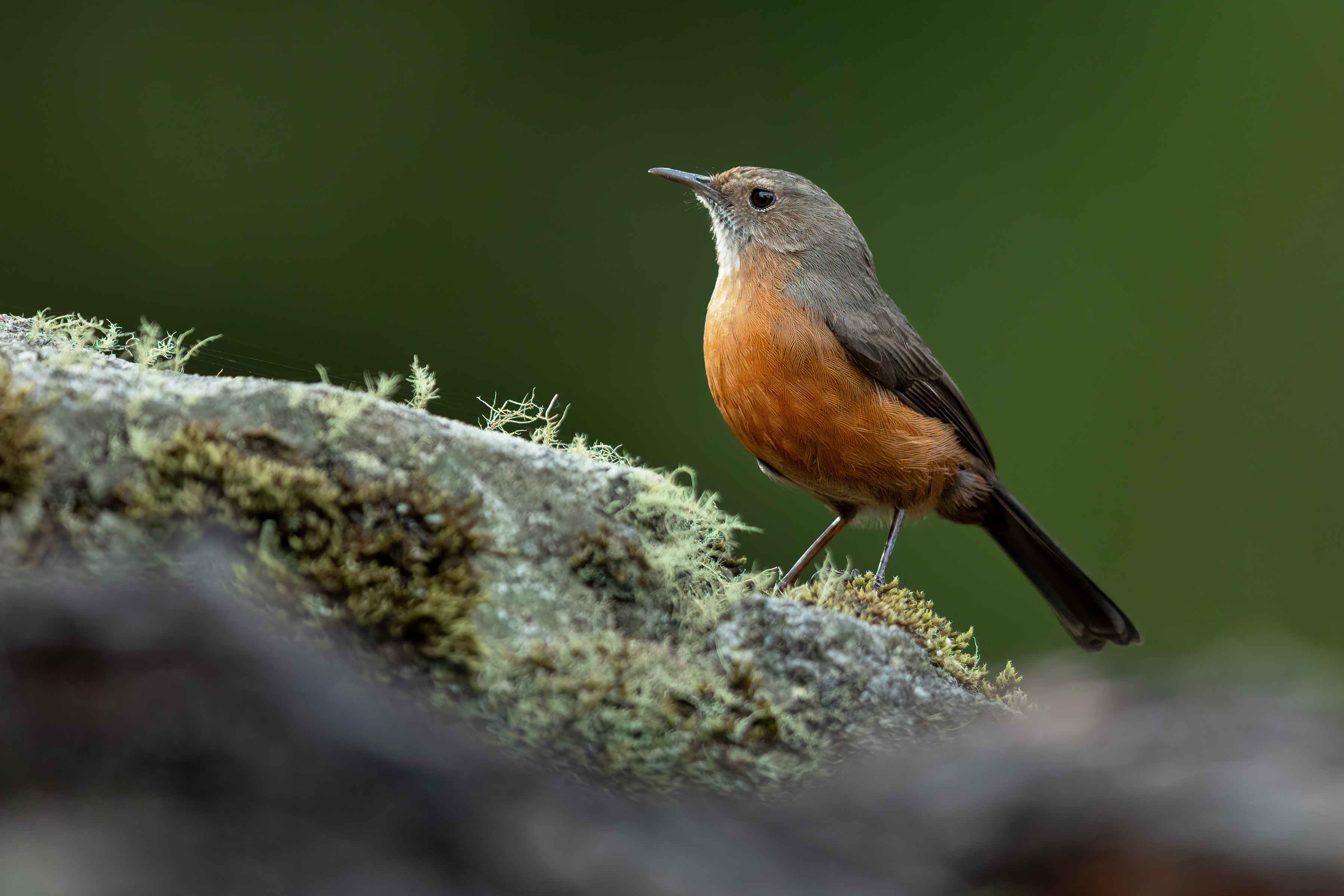
Оригма, Національний парк «Блакитні гори»

Довжина птаха становить 14 см, вага 14 г. Забарвлення птаха темно-сіро-коричневе. Крила темніші за решту тіла, нижня частина тіла має червонуватий відтінок, горло білувате, хвіст чорний.

## Поширення
Оригма мешкає в лісовій місцевості, в ярах з вапняковими або пісковиковими схилами, часто поблизу води. Його ареал обмежується східною частиною Нового Південного Уельсу в радіусі 240 км від Сіднея. Однак поблизу самого Сіднея птах не живе через значний антропогенний тиск.

## Розмноження
Це моногамний, територіальний птах. Гніздо куполоподної форми, підвішується в невеликих печерах або заглибинах в пісковикових скелях. Сезон розмноження триває з серпня по січень, в кладці 3 яйця, інкубаційний період триває 23 дні.